# Peter Scheitlin

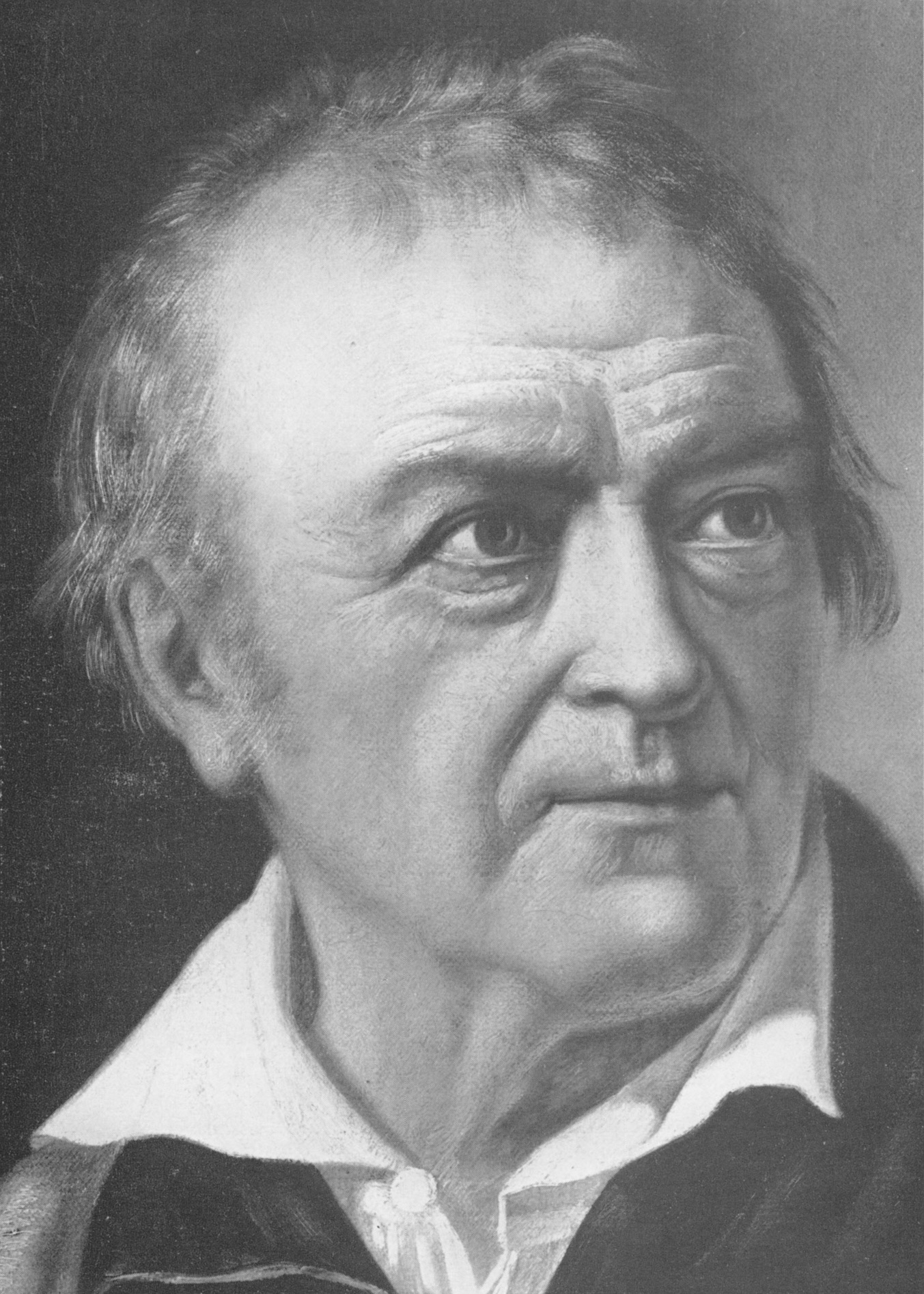
Peter Scheitlin, porträtiert von Johann Caspar Weidenmann

Peter Scheitlin (* 4. März 1779 in St. Gallen; † 17. Januar 1848 ebenda) war ein Schweizer Theologe, Universalgelehrter und Schriftsteller. Er schrieb unter anderem eine Thierseelenkunde, pädagogische Ratgeber, gesellschaftskritische Werke und die Lebensgeschichte des armen Mannes im Tokenburg.

## Leben
Peter Scheitlin war Sohn eines Kaufmanns. Er studierte evangelische Theologie und Naturgeschichte in Göttingen und Jena. In Göttingen versuchte Johann Friedrich Blumenbach vergeblich, ihn für eine Stelle als Naturforscher im Dienste der Afrikanischen Gesellschaft Englands zu gewinnen. Nach Abschluss seines Studiums war er von 1803 bis 1805 als Pfarrer in Kerenzen tätig. 1804 heiratete er Anna Katharina Tschudi, deren Vater ebenfalls Pfarrer war.
Von 1805 bis 1833 war Peter Scheitlin Professor für Philosophie und Naturkunde an der Höheren Theologischen Lehranstalt St. Gallen, dazu Erster Stadtpfarrer und Dekan. Ausserdem arbeitete er sechs Jahre lang als Redaktor einer Wochenzeitung. Nachdem die Theologische Lehranstalt aufgehoben wurde, unterrichtete er am evangelischen Stadtgymnasium.
Scheitlin genoss hohes Ansehen als vielseitiger Gelehrter, der sich nicht nur für Kultur und Wissenschaft, sondern auch für benachteiligte Menschen einsetzte. Während mehr als 40 Jahren hatte er grossen Einfluss auf das kulturelle und gesellschaftliche Leben in der Stadt St. Gallen. Er war Mitbegründer des städtischen Waisenhauses und zahlreicher Vereine: der ‹städtischen Hülfsgesellschaft›, der literarischen Gesellschaft, des St. Gallischen Künstlervereins, des wissenschaftlichen Vereins und der kantonalen landwirtschaftlichen Gesellschaft, die er von 1841 bis 1847 präsidierte.

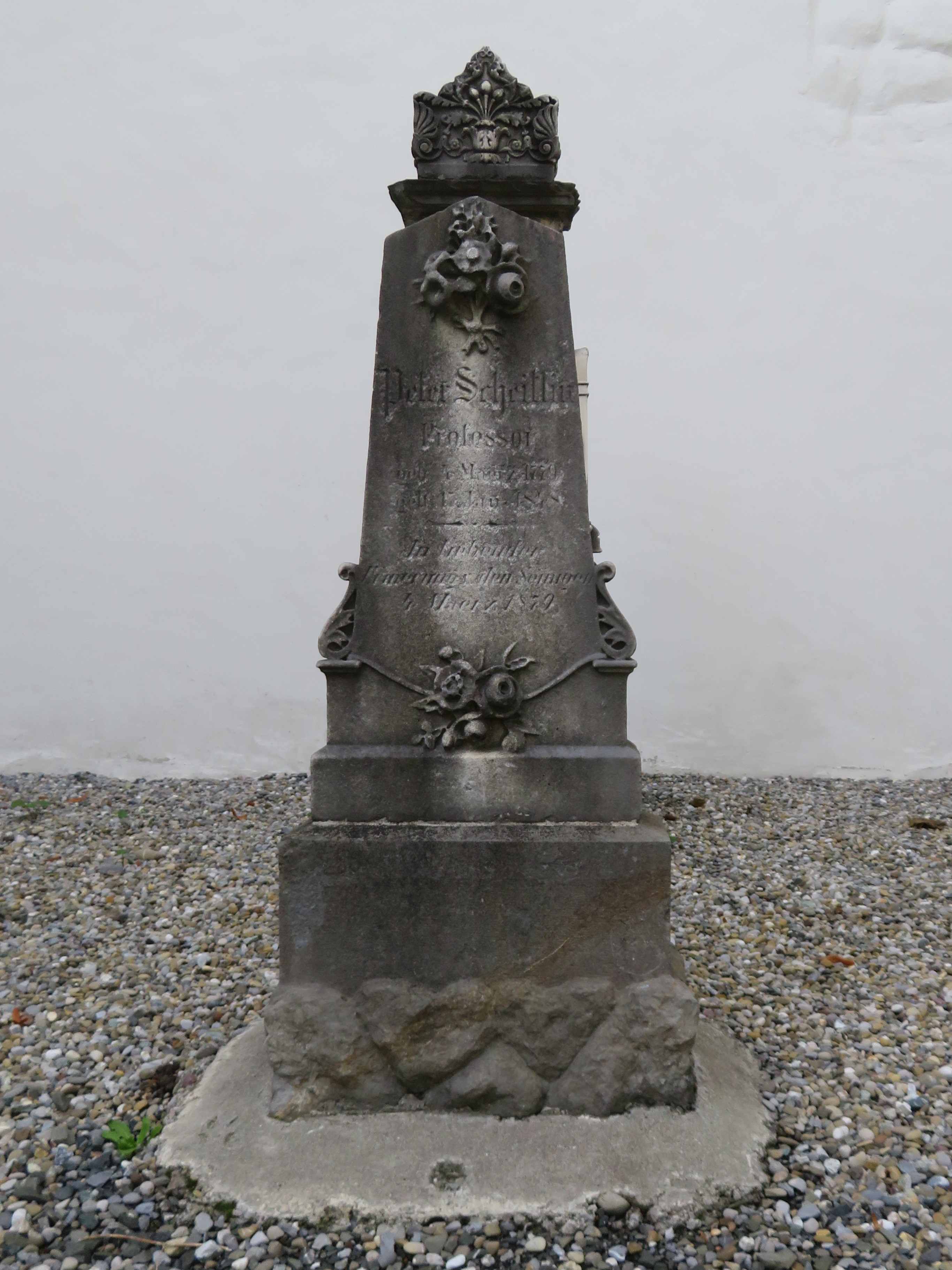
Grabmal von Peter Scheitlin bei der Kirche St. Mangen in St. Gallen

Peter Scheitlin starb am 17. Januar 1848 im Alter von 68 Jahren in seiner Heimatstadt St. Gallen. Sein Grabmal ist erhalten und befindet sich an der Südseite der St. Mangenkirche.
In der Allgemeinen Deutschen Biographie (1890) schrieb Ernst Götzinger über ihn: «Hier in St. Gallen hat er dann bis zu seinem am 17. Januar 1848 erfolgten Tode eine so energische Thätigkeit entfaltet und eine so reiche Wirkung hinterlassen, dass er unbedingt der geistig hervorragendste Bürger St. Gallens seit der Reformation genannt werden darf.» Aber bereits damals musste hinzugefügt werden: «Aus allen seinen Schriften spricht der Prediger und Erzieher. So ist es denn auch zu begreifen, dass die Erinnerung an diesen Mann, der fast ein halbes Jahrhundert weitaus der angesehenste Mann seiner Vaterstadt war, doch bei den Nachlebenden auffallend schnell erblaßte...»

## Denkmal und Porträt
Anlässlich des Waisenhaus-Jubiläums errichtete die Stadt St. Gallen 1861 ein Denkmal zu Ehren von Peter Scheitlin. Die bei der Enthüllung am 22. Juli 1861 von dem Pfarrer Johann Jacob Rietmann (1815–1867) gehaltene Festrede erschien im selben Jahr auch in gedruckter Form. Die Büste ist ein Werk des Münchner Bildhauers Johann von Halbig. Das Monument steht heute noch im kleinen Park bei der Kantonsschule St. Gallen, Ecke Burggraben/Kantiweg.
Das oben abgebildete Porträt von Peter Scheitlin ist ein Ausschnitt aus einem Gemälde des Winterthurer Malers Johann Caspar Weidenmann. Dieser war bekannt dafür, seine Motive sehr genau und wirklichkeitsgetreu wiederzugeben. Und er kannte Peter Scheitlin persönlich, aus familiärer Beziehung: Weidenmanns Vater hatte in zweiter Ehe Scheitlins Schwester Cleophea (1780–1857) geheiratet.

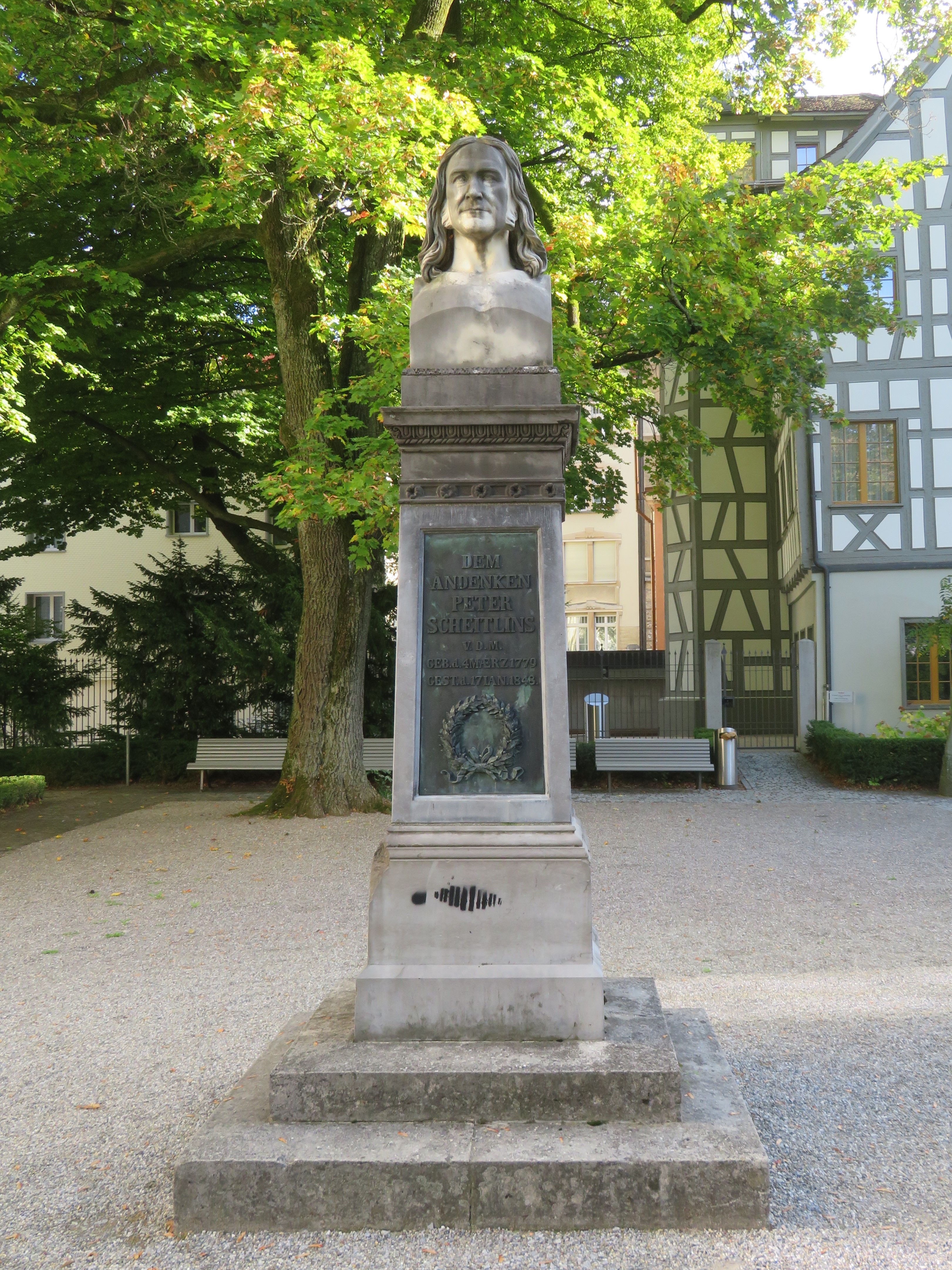
Peter Scheitlins Denkmal in St. Gallen
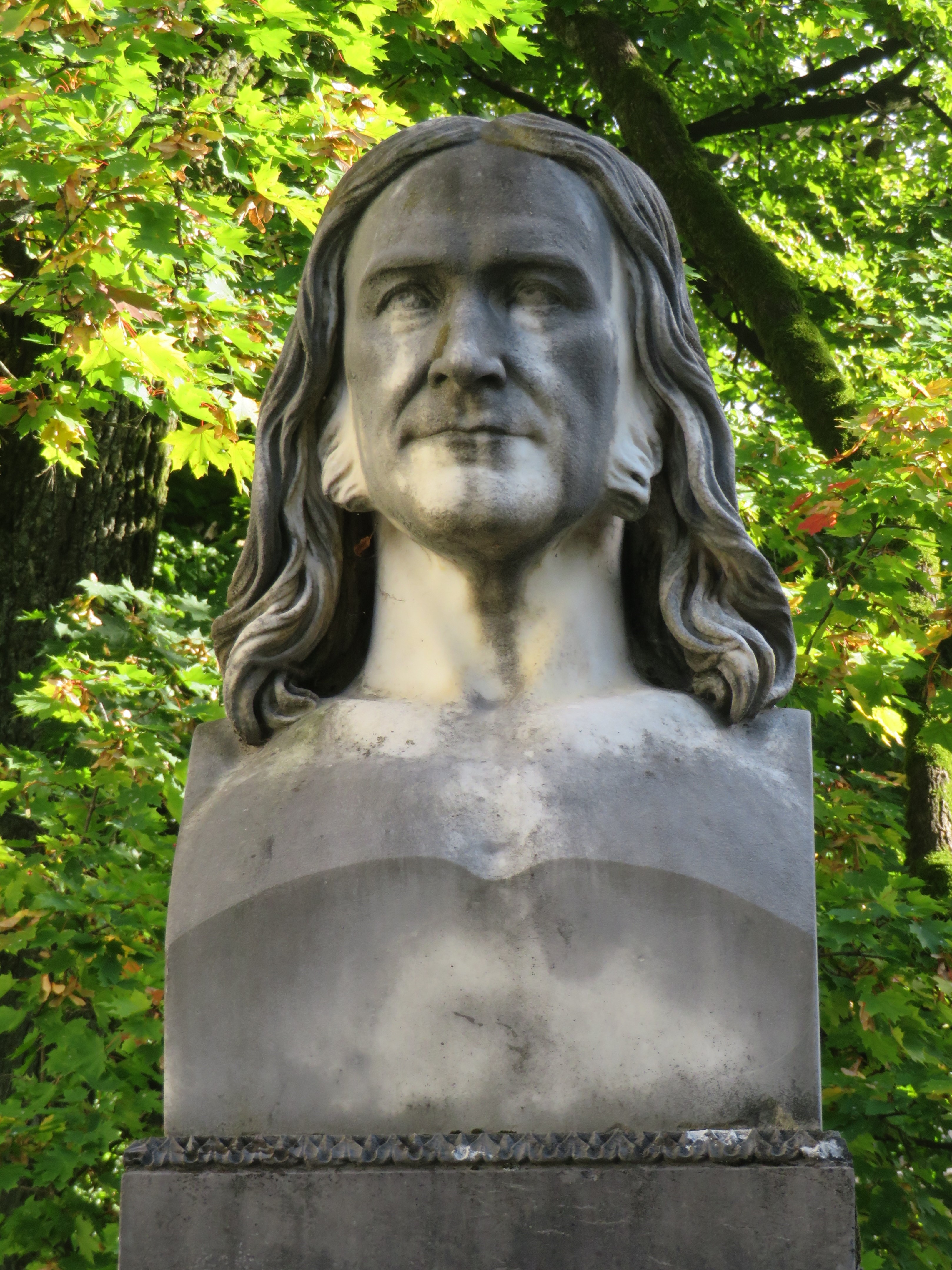
Die Büste, geschaffen von Johann von Halbig
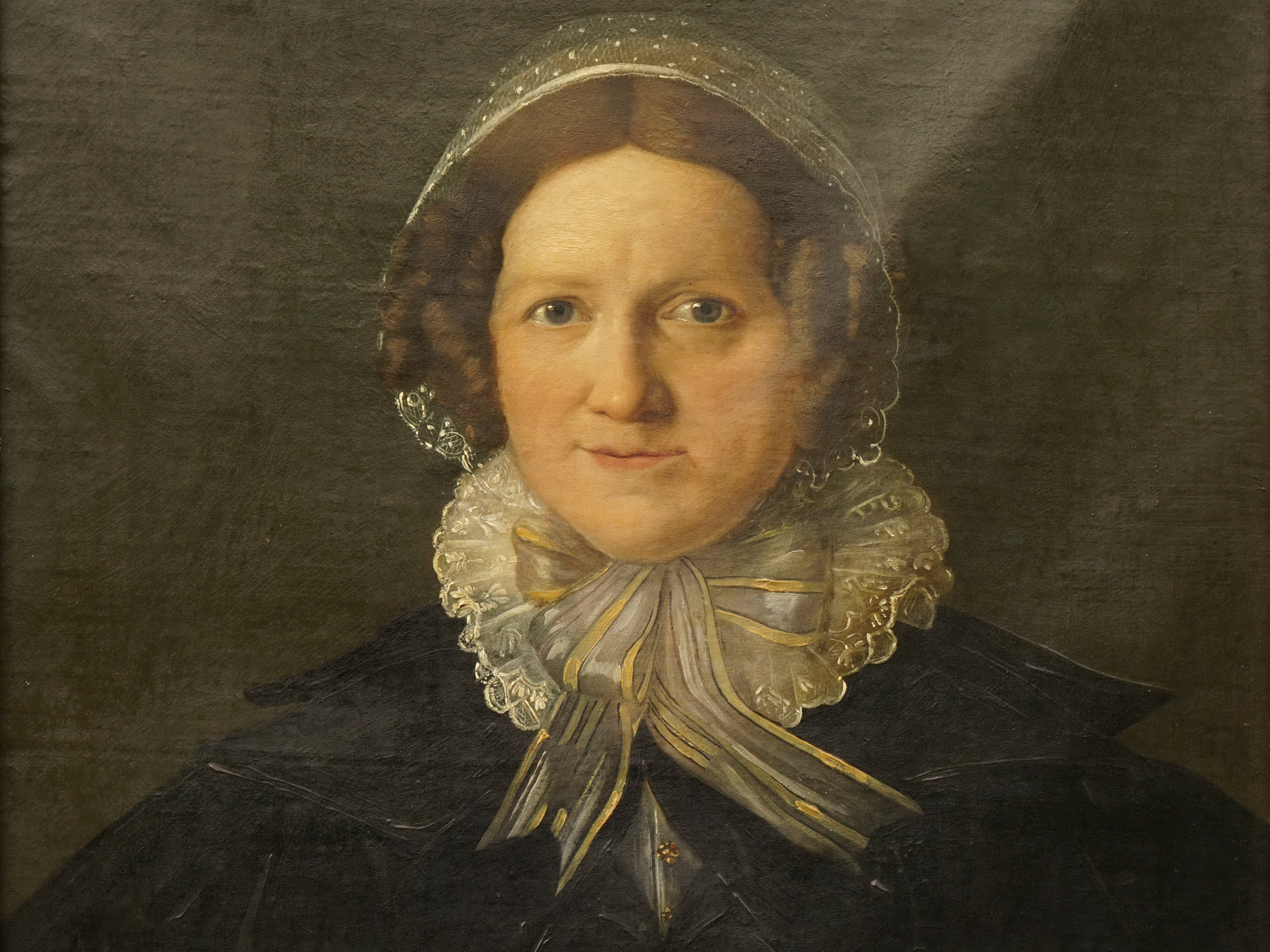
Peter Scheitlins Schwester Cleophea

## Werk
Von den zahlreichen Büchern zu ganz unterschiedlichen Themen, welche Peter Scheitlin verfasste, fanden die Thierseelenkunde (1840) sowie die pädagogischen Werke Agathon oder der Führer durchs Leben (für ‹Jünglinge›, 1842) und Agathe oder der Führer durchs Leben (für ‹Jungfrauen›, 1843) die grösste Verbreitung.
Zum Versuch einer vollständigen Thierseelenkunde ist in der Allgemeinen Deutschen Biographie von 1890 nachzulesen: «Thierbeobachtung war von Jugend auf Scheitlin’s Lieblingsstudium gewesen, jetzt verarbeitete er, in schon höherem Alter, seine Beobachtungen, Erfahrungen und Kenntnisse zu einem großen Werke, dessen drei Hauptabschnitte eine Geschichte der Ansichten der Thierpsychologen, dann Thatsachen und endlich Anwendungen enthielten. Als Leitfaden diente Carus’ Geschichte der Psychologie, für die alten Völker Creuzer’s Symbolik, für die Thatsachen größtentheils Oken.»

## Publikationen (Auswahl)
- Beobachtungen und Phantasien auf einer Reise durch Brandenburg und Sachsen. (1808)
- Meine Wanderungen durch einen Theil des nördlichen Deutschlands: Fantasien und Beobachtungen. (1817)
- Leitfaden der christlichen Kirchengeschichte von Christo an bis auf unsere Zeiten, mit besonderer Rücksicht auf die Reformation, zumal die unsers Vaterlandes und des Kantons St. Gallen. (1818)
- Meine Armenreisen in den Kanton Glarus und in die Umgebungen der Stadt St. Gallen in den Jahren 1816 und 1817. (1820)
- Die Menschheit auf ihrem Schiksals- und Bildungsgange während der vier ersten Jahrtausende: mit vielen Abbildungen und Charten. Erster Band (1827). (Mitautor: Johann Jakob Bernet; dieser verfasste später den zweiten Band allein.)
- Religion, Natur und Kunst, vorzüglich in ihrer Verbindung. (1836)
- Versuch einer vollständigen Thierseelenkunde. 2 Bände (1840). Erster Band. Zweiter Band
- Pankraz Tobler, oder über Leben, Gesundheit, Krankheit, Alter und Sterben. Eine Erzählung fürs Volk zu Stadt und Land. (2. Aufl. 1842)
- Das Elend der Tellus: ein Versuch, das Publicum in das große Räthsel hineinzuführen. (1842). «Gleichsam ein Abschluß von Scheitlin’s Bemühungen auf dem Felde des öffentlichen Armenwesens. (...) Jetzt erweitert sich ihm dieses Gebiet zu einer großen tellurischen Erscheinung, man könnte die Schrift ein ergänzendes Capitel zu Herder’s Ideen nennen. ‹Er habe›, sagt der Verfasser in der Vorrede, ‹durch eine lange Reihe von Jahrzehnten herab die Geschichte und den Zustand der Erde und der Menschheit, und in einer Menge der mannichfaltigsten Verhältnisse Böse und Gute, Unglückliche wie Glückliche kennen gelernt. Er glaube, daß diese Kenntniß wenigstens zu einer Darstellung berechtige. Es gehörte immer zu seinen schönsten Freuden, hochachtungs- und liebenswürdigen Menschen und Glücklichen, aber auch zu seinen größten Leiden, solchen, die sich selbst vorsätzlich wegwarfen, und Schmerzbeladenen zu begegnen›.»[1]
- Agathon oder der Führer durchs Leben: für denkende Jünglinge. (1842)
- Agathe oder der Führer durchs Leben: für sinnige Jungfrauen. (1843)
- Denkmal gesetzt meinem Tochtermann J. Früh, Pfarrer in Herisau: Grundzüge seines Lebens und Schicksals, nebst mehreren seiner Predigten. (1843)
- Meine Apologie der Bibel. Eine Vorlesung. (2. Auflage 1844)
- Lebensgeschichte des armen Mannes im Tokenburg genannt Näbis Uli (Ulrich Brägger): Ein Volks- und Jugendbuch. (1844)
- Ida. Für liebende Mütter. (1846)

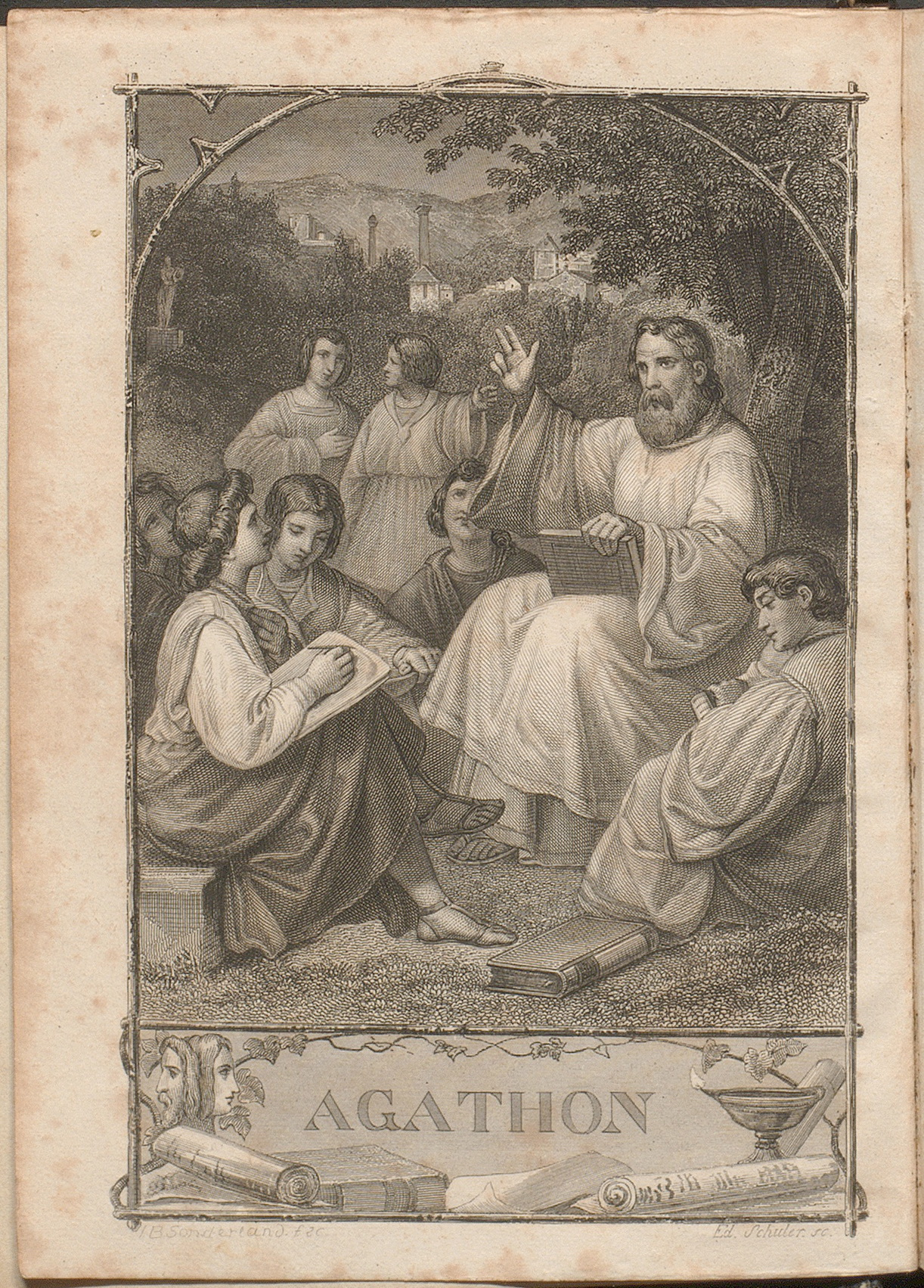
Frontispiz zu Agathon (1842)
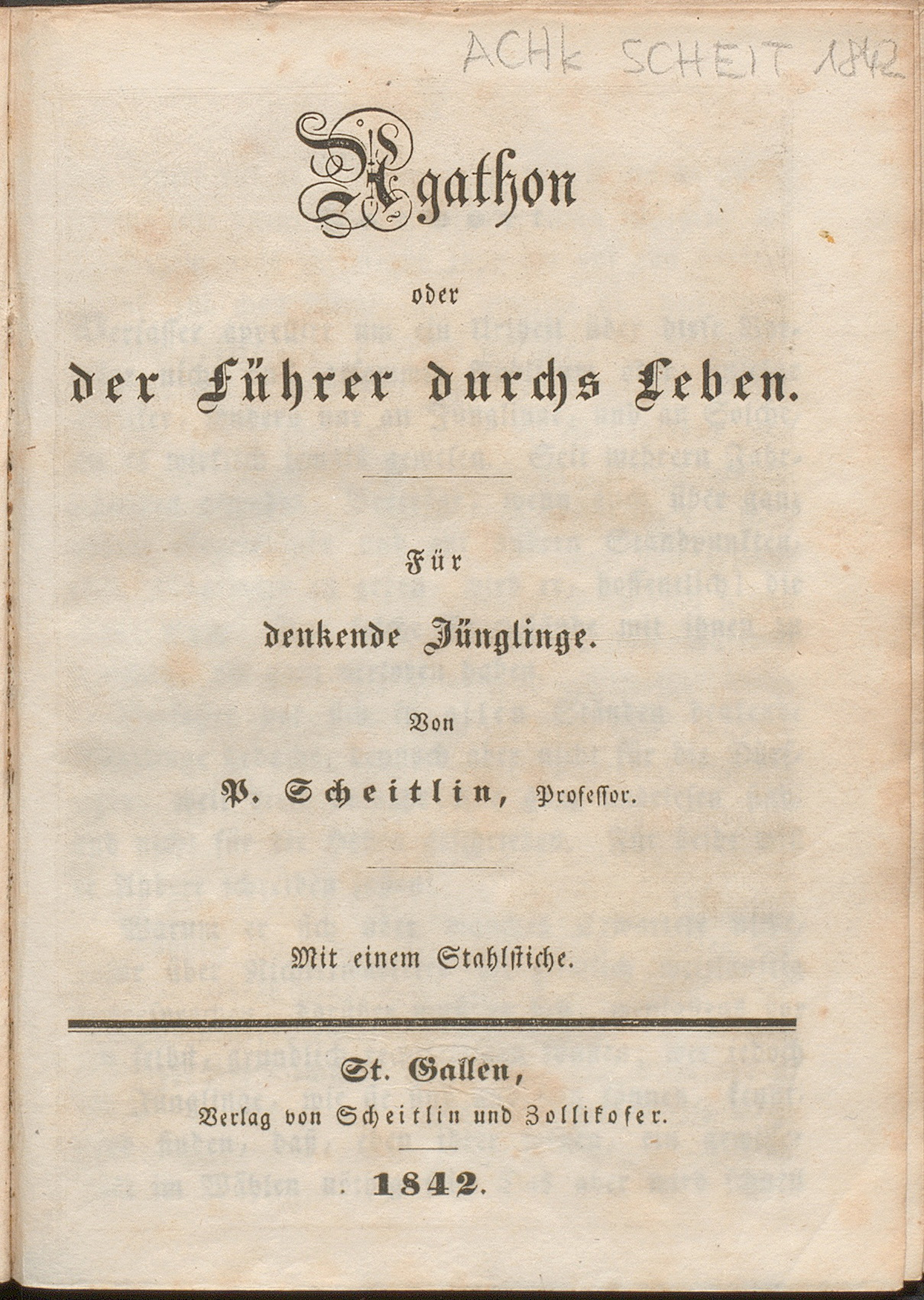
Titelblatt zu Agathon
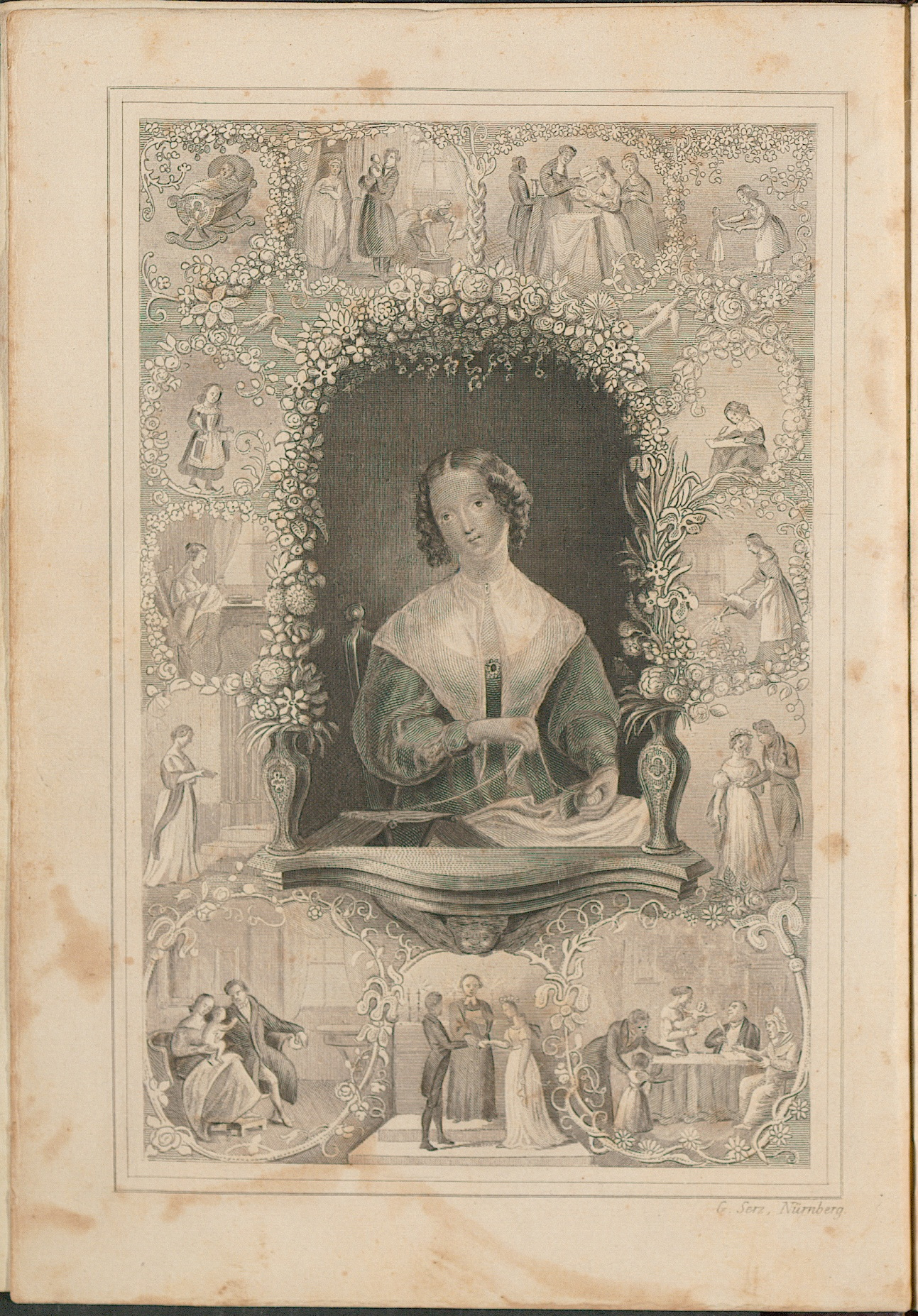
Frontispiz zu Agathe (3. Auflage, 1854)
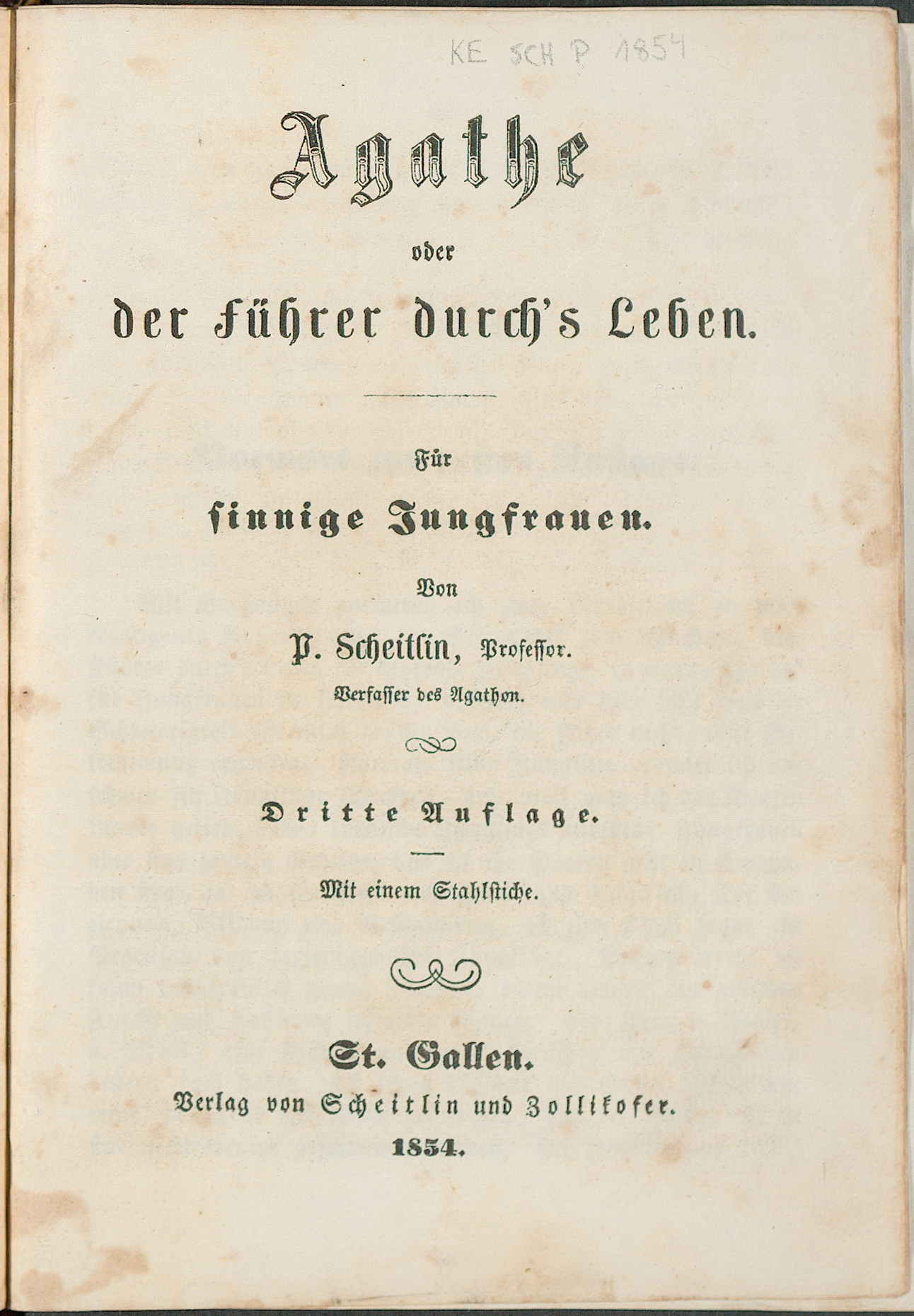
Titelblatt zu Agathe
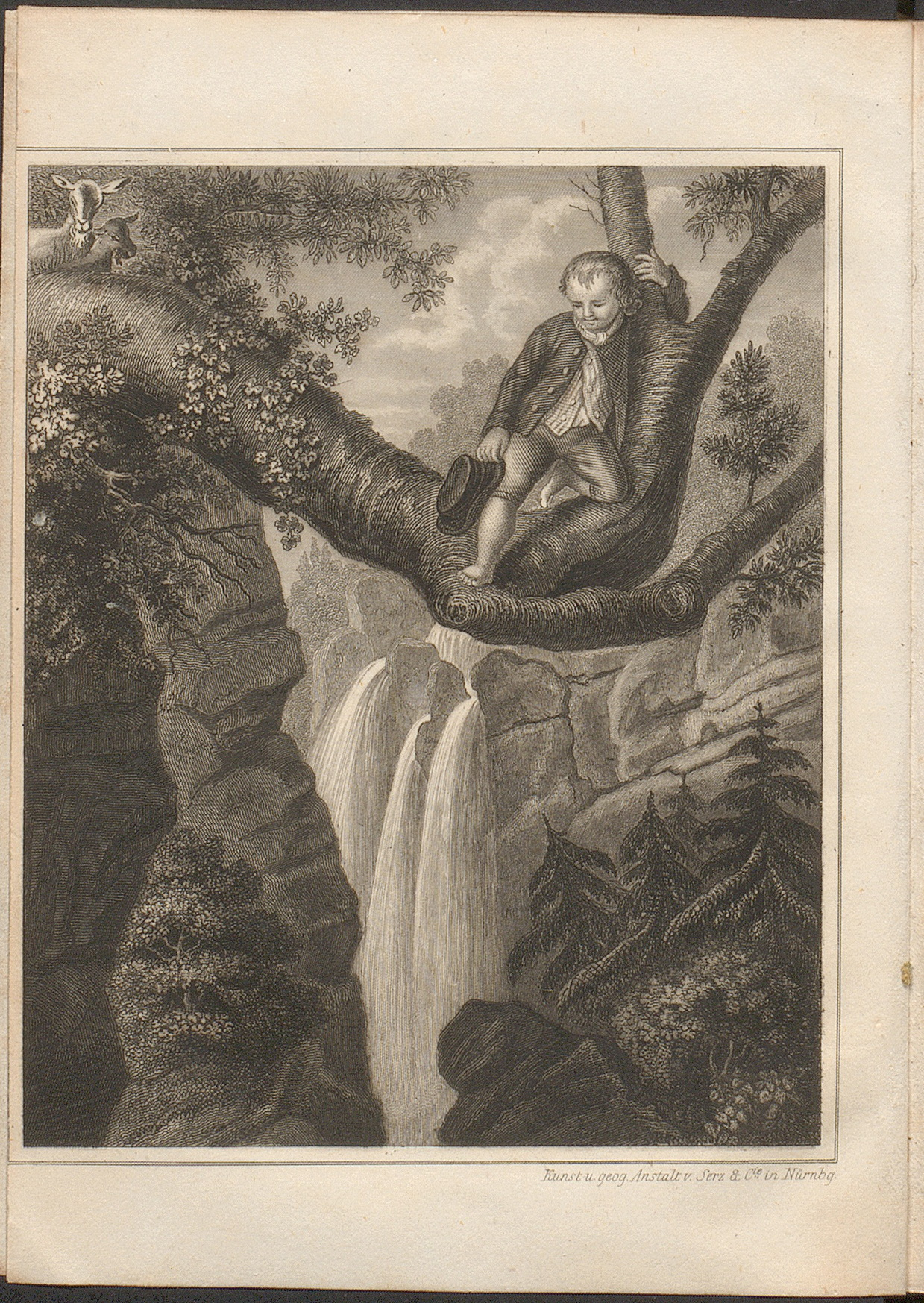
Frontispiz zu Lebensgeschichte des armen Mannes (3. Auflage, 1848)